# Hal Robson-Kanu
Thomas Henry Alex Robson-Kanu (Acton, Inglaterra, Reino Unido, 21 de mayo de 1989) es un futbolista galés que juega de delantero.

## Trayectoria
Robson-Kanu inició su carrera como estudiante en el Arsenal Football Club y luego en la academia del Reading. Al graduarse en 2007 fue cedido al Southend United y al Swindon Town, antes de debutar con el primer equipo del Reading en 2009. Fue un miembro regular e importante del equipo que ganó la Championship en la temporada 2011-2012. Debutó en la Premier League en 2012 y desde entonces acumuló más de 100 juegos para el equipo.
En 2016 fichó por el West Bromwich Albion F. C. Allí estuvo cinco años en los que marcó 24 goles en los 154 partidos que jugó.

## Selección nacional
Fue internacional por la selección de Gales. Disputó la Eurocopa 2016, donde marcó dos tantos: uno en el partido de debut que significó el gol de la victoria 2-1 contra Eslovaquia y otro a Bélgica en cuartos de final que también significó el 2-1 (el partido acabaría 3-1 y clasificó a los británicos para semifinales de la Eurocopa).
En agosto de 2018 anunció su retirada internacional. Posteriormente decidió volver y en agosto de 2020 fue convocado de nuevo.

## Clubes
| Club                           | País       | Año       |
| ------------------------------ | ---------- | --------- |
| Reading F. C.                  | Inglaterra | 2007-2016 |
| Southend United F. C. (cedido) | Inglaterra | 2007-2008 |
| Swindon Town F. C. (cedido)    | Inglaterra | 2008      |
| West Bromwich Albion F. C.     | Inglaterra | 2016-2021 |